# Comoara (film din 1983)
Comoara este un film românesc din 1983 regizat de Iulian Mihu. Rolurile principale au fost interpretate de actorii Gheorghe Cozorici, Violeta Andrei și Jean Lorin Florescu.

## Rezumat
În secolul al XVI-lea câțiva români din Țara Hațegului descoperă din întâmplare comoara regelui dac Decebal, pe care hotărăsc să o trimită în Moldova lui Petru Rareș. Acțiunea lor este contracarată de regele Ungariei și de prințul Transilvaniei, care trimit după ei o trupă de mercenari cu misiunea de a recupera comoara.

## Distribuție
Distribuția filmului este alcătuită din:
- Gheorghe Cozorici — judele românilor din Țara Hațegului
- Violeta Andrei — domnița Zamfira, soția nobilului Keșeru, fiica unui nobil moldovean
- Jean Lorin Florescu — Gheorghe Martinuzzi, episcopul catolic de Oradea
- Julieta Szönyi — domnița Maria, fiica cneazului Ambrozie Cândrieș
- Andrei Finți — armașul Codrea, fiul adoptiv al judelui
- Valeriu Paraschiv — nobilul român Nenada, fost oștean al regelui Ungariei, căpetenia iobagilor răsculați
- Mihai Berechet — consilierul regal Ercole Diasoli din Dalmația
- Alexandru Racoviceanu — palatinul Báthory al Ungariei
- Gheorghe Șimonca — nobilul maghiar Ștefan Keșeru, negustor
- Gheorghe Oprea — Lațcu, slujitorul trădător al judelui
- Adrian Ștefănescu — oșteanul Bîlea
- Alexandru Lungu — hangiul român de pe drumul către Sebeș
- Gheorghe Marin — oșteanul Vidră
- Ion Barbu
- Emilian Belcin — căpitanul Dan
- Iancu Caracota — oșteanul Cebzan
- Viorel Comănici — vornicul Brătan
- Ionel Popovici — comandantul husarilor
- Viorel Plăvițiu — ofițer de husari
- Radu Popescu
- Ionel Rusu
- Ovidiu Schumacher — pictorul Toma, zugrav din Moldova
- Savel Stiopul — călugărul Macarie
- Florin Miculi — curier
- Kinda Naib
- Mioara Naib
- Gheorghiță Florin
- Gabriel Iliescu — Mihail, fiul hangiului
- Viorel Ivănică
- Ion Crăciun
- Lazăr Dănuț
- Constantin Dumitru
- Năstase Filimon
- George Oprina
- Aurel Parasca
- Alexandru Virgil Platon — conducător al iobagilor răsculați
- Gabriel Rădoi
- Emil Raisenauer
- Constantin Bîrliba
- Ion Burciu
- Gheorghe Sucoveschi
- Aristide Teică — nobil român
- Victor Toev
- Paul Vidinei
- Mihai Vîrlan

## Primire
Filmul a fost vizionat de 2.124.862 de spectatori în cinematografele din România, după cum atestă o situație a numărului de spectatori înregistrat de filmele românești de la data premierei și până la data de 31 decembrie 2014 alcătuită de Centrul Național al Cinematografiei.